# 江澍畇
江澍畇（?—?），字韻濤，江西弋陽（今江西省弋陽縣）人，清朝政治人物、進士出身。
同治三年，鄉試中舉。光緒三年，登進士，改庶吉士。光绪六年四月，散館后，授翰林院編修。光緒八年，任甘肅副考官。光緒九年，任功臣館纂修官、國史館協修官。光緒十一年，任順天鄉試同考官、功臣館提調官。光緒十五年，任山東濟南府知府。工书法。